# David Webb Peoples
Pour les articles homonymes, voir David Webb, Webb et Peoples.
David Webb Peoples, ou parfois David Peoples, est un scénariste, monteur et réalisateur américain, né le 9 février 1940 à Middletown dans le Connecticut.
Il est marié avec la scénariste Janet Peoples.

## Filmographie

### Comme scénariste
- 1981 : The Day After Trinity
- 1982 : Blade Runner
- 1985 : Ladyhawke, la femme de la nuit (Ladyhawke)
- 1989 : Leviathan
- 1989 : Le Sang des héros (The Blood of Heroes)
- 1990 : Fatal Sky
- 1992 : Impitoyable (Unforgiven)
- 1992 : Héros malgré lui (Hero)
- 1995 : L'Armée des douze singes (Twelve Monkeys)
- 1998 : Soldier

### Comme monteur
- 1973 : Steel Arena
- 1976 : The Joy of Letting Go
- 1977 : Who Are the DeBolts? (Who Are the DeBolts? And Where Did They Get Nineteen Kids?)
- 1978 : Doctor Dracula
- 1981 : The Day After Trinity

### Comme réalisateur
- 1969 : How We Stopped the War
- 1989 : Le Sang des héros (The Blood of Heroes)